# Mimika
Die Mimika oder auch Kamoro sind ein Stamm in Westneuguinea. In der Vergangenheit wurden die Mimika von Reisenden auch Koaiwi oder Koviai genannt. Ihre Eigenbezeichnung ist neben Kamoro auch Papua. Die Übersetzung der Eigenbezeichnung Kamoro ist lebende Leute und wahre Leute, womit sie sich gegenüber den Toten, den Pflanzen, den Geistern und Tieren abgrenzen. Andere Stämme wie die Asmat bezeichnen sie als Kannibalenleute und die Berglandbewohner als Geister.

## Siedlungsgebiet
Die Mimika leben mittellagig an der südlichen Küste des westlichen Neuguinea. Ihr Siedlungsgebiet befindet sich zwischen der Tritonbucht und den südöstlich gelegenen Fluss Otokawa und dem Korvar-Gebiet. Der Otokawa markiert auch die Grenze zu den Asmat. Nordöstlich schließt das Siedlungsgebiet der Amungme an. Die Mimika und die Asmat bilden die Hauptstämme zwischen der Vogelkophalbinsel und der Yos-Sudarso-Insel.

## Kultur

### Sprache
Die Sprache der Mimika wird Kamoro genannt und von ungefähr 8000 Menschen gesprochen. Dabei wird Kamoro in mindestens sieben verschiedene Dialekte unterteilt. Die Dialekte werden Westlicher Dialekt, Tarya Dialekt, Zentral Dialekt, Kamora Dialekt, Wania Dialekt und Oberer Wania Dialekt genannt. Der am meisten gesprochene Dialekt ist der Zentral Dialekt mit einer Sprecherzahl von 4300 (Stand 1975). Die Sprache gehört zur Sprachenfamilie der Asmat-Komora.

### Kunst
Die Mimika-Kunst gilt als verwandt mit der Kunst der westlichen wie östlichen Nachbarn. Ihre Kunstform wird als architektonisch beschrieben. Typisch ist dabei die Kombination von geschnitzten Menschenfiguren von festen und losen Teilen.
Als herausragendste Form der Kunst gelten die mbitoro (deutsch Geisterstangen). Diese Stangen werden aus mangrovenähnlichen Bäumen gefertigt. Dabei wird der Stamm und die Stützwurzel benutzt. Diese Pfähle ragen bis zu 7 m in die Höhe. Dabei stellen die Menschenfiguren im mbitoro die verstorbenen Ahnen dar. Allerdings werden die Menschenfiguren als Leerkörper geschnitzt.

### Rituale
Die Yamate-Zeremonientafeln dienen der Darstellung jüngst verstorbener Angehöriger. Die Yamate dienen sogenannten emakame-Ritualen (deutsch Knochenhaus), einem Schöpfungsritus der Mimika, gewidmet dem Beginn des Lebens und der Frauenfruchtbarkeit. Diese Rituale werden in speziellen neu gebauten Zeremoniengebäuden abgehalten, in denen nach den Feiern die Knochen der Verstorbenen gelagert werden. Daher rührt auch der Name der Tafeln. Dabei wird eine Verwandtschaft der Yamatetafeln mit Kriegschildern des Stammes vermutet. Im östlichen Mimikagebiet nennt man das emakame-Fest auch kiawa-Fest. Wobei im kiawa-Zeremonienhaus die Holzstatuen von vier großen schwangeren Frauen neben dem Eingang aufgestellt sind.